# Anna Wasilewska (tłumaczka)
Anna Wasilewska (ur. 1952) – polska tłumaczka.

## Życiorys
Urodziła się w 1952 roku. Ukończyła filologię romańską na Uniwersytecie Warszawskim. Od 1979 roku jest redaktorką pisma „Literatura na świecie”, w którym od 1992 roku prowadzi dział literatury francuskiej i włoskiej. Tłumaczyła takich autorów jak: Italo Calvino, Jacques Derrida, Umberto Eco, Dario Fo, Alberto Moravia, Jan Potocki, Raymond Queneau,Andrea Camilleri, Guido Piovene, Tommaso Landolfi, Ugo Betti, Eduardo de Filippo, Carlo Emilio Gadda, Georges Perec, Maurice Blanchot, Jean Genet, Jean Echenoz, Francis Ponge, Albert Camus.
Do sierpnia 2020 roku była członkinią Stowarzyszenia Pisarzy Polskich. Członkini honorowa Stowarzyszenia Tłumaczy Literatury.
Przewodniczy kapitule Nagrody Prezydenta Gdańska za Twórczość Translatorską im. Tadeusza Boya-Żeleńskiego.

## Nagrody i odznaczenia
- 1990: Wyróżnienie Stowarzyszenia Tłumaczy Polskich za przekład powieści Italo Calvina Jeśli zimową nocą podróżny
- 1996: Nagroda Stowarzyszenia Tłumaczy Polskich za przekład sztuk teatralnych Splendid’s Jeana Geneta i Obiad rodzinny Roberta Lerici
- 1996: Srebrny Krzyż Zasługi
- 2001: Złoty Krzyż Zasługi
- 2011: Nagroda literacka ZAiKS-u dla tłumaczy[4]
- 2014: Kawaler Orderu Sztuki i Literatury (odznaczenie francuskie)[5]
- 2016: Nagroda Literacka Gdynia za przekład powieści Jana Potockiego Rękopis znaleziony w Saragossie[6]
- 2024: Nagroda Literacka im. Leopolda Staffa w kategorii Dzieło życia[7]